# Oyonita
La oyonita és un mineral de la classe dels sulfurs que pertany al grup de la lillianita. Rep el nom de la província d'Oyón, a on es troba la localitat tipus d'aquesta espècie.

## Característiques
La oyonita és una sulfosal de fórmula química Ag₃Mn₂Pb₄Sb₇As₄S24. Va ser aprovada com a espècie vàlida per l'Associació Mineralògica Internacional l'any 2018. Cristal·litza en el sistema monoclínic. La seva duresa a l'escala de Mohs es troba entre 3 i 3,5. Pertany als membres rics en antimoni de les sub-sèries homeotípiques de l'andorita. És una espècie químicament relacionada amb la menchettiïta, i semblant a la luboržakita.
L'exemplar que va servir per a determinar l'espècie, el que es coneix com a material tipus, es troba conservat a les col·leccions mineralògiques del Museu d'Història Natural de la Universitat de Florència, a Itàlia, amb el número de catàleg: 3283/i.

## Formació i jaciments
Va ser descoberta a la mina Uchucchacua, situada a la província d'Oyón (Regió de Lima, Perú), on es troba associada a espècies que pertanyen al grup de la tetraedrita, així com a l'orpiment, la menchettiïta i la calcita. Es tracta de l'únic indret de tot el planeta on ha estat descrita aquesta espècie mineral.